# Соловьёв, Владимир Александрович (музыкант)
Владимир Александрович Соловьёв (род. 1945) — музыкальный педагог, профессор (1993), ректор Петрозаводской государственной консерватории имени А. К. Глазунова (2002—2018). Заслуженный деятель искусств Российской Федерации (1998). Заслуженный артист Карельской АССР (1988).

## Биография
В 1965 году окончил Тульское музыкальное училище им. А. Даргомыжского (класс баяна, преподаватель Е. К. Фёдоров).
В 1970 году окончил Санкт-Петербургскую консерваторию имени Н. А. Римского-Корсакова по специальности «баян» (класс профессора П. И. Говорушко), в 1973 году — аспирантуру консерватории.
С 1969 года преподаватель Петрозаводской государственной консерватории имени А. К. Глазунова, заведующий кафедрой народных инструментов (1987), в 2002—2018 годах — ректор Петрозаводской государственной консерватории.

## Награды
- Заслуженный артист Карельской АССР (1988)
- Заслуженный деятель искусств Российской Федерации (1998)
- Орден Дружбы (2005)